# Růžkovy Lhotice
Růžkovy Lhotice (Duits: Ruschkolhotitz) is een Tsjechische plaats in de gemeente Čechtice, regio Midden-Bohemen, en maakt deel uit van het district Benešov. Het dorp ligt op 3 kilometer afstand van Čechtice.
Růžkovy Lhotice telt 17 inwoners (2021).

## Geschiedenis
De eerste schriftelijke vermelding van het dorp dateert van 1363.
In 1960 werd Růžkovy Lhotice, samen met Čechtice, ingedeeld bij het district Benešov.

## Verkeer en vervoer

### Autowegen
Er leidt een regionale weg naar het dorp.

### Spoorlijnen
Er is geen station in Růžkovy Lhotice. Het dichtstbijzijnde station is in Zdislavice, op zo'n dertien kilometer afstand. Dat station ligt aan de spoorlijn van Benešov naar Vlašim.

### Buslijnen
Er is geen bushalte in of bij het dorp. De dichtstbijzijnde bushalte is in Malá Paseka, op ongeveer één kilometer afstand:
| Halte                 | Lijn(en)    | Traject(en)                                                       | Vervoerder(s)                          |
| --------------------- | ----------- | ----------------------------------------------------------------- | -------------------------------------- |
| Čechtice, Malá Paseka | 406 847 850 | Pelhřimov - Praag-Roztyly Čechice - Čáslavsko Čechtice - Humpolec | CŠAD Benešov CŠAD Benešov CŠAD Benešov |

## Bezienswaardigheden
Centraal in Růžkovy Lhotice staat het gelijknamige barokke kasteel, dat uit de tweede helft van de 18e eeuw dateert. Componist Bedřich Smetana verbleef er in zijn jeugd. Thans is er een nevenvestiging van het Podblanicko Museum uit Vlašim in gevestigd.

## Galerij

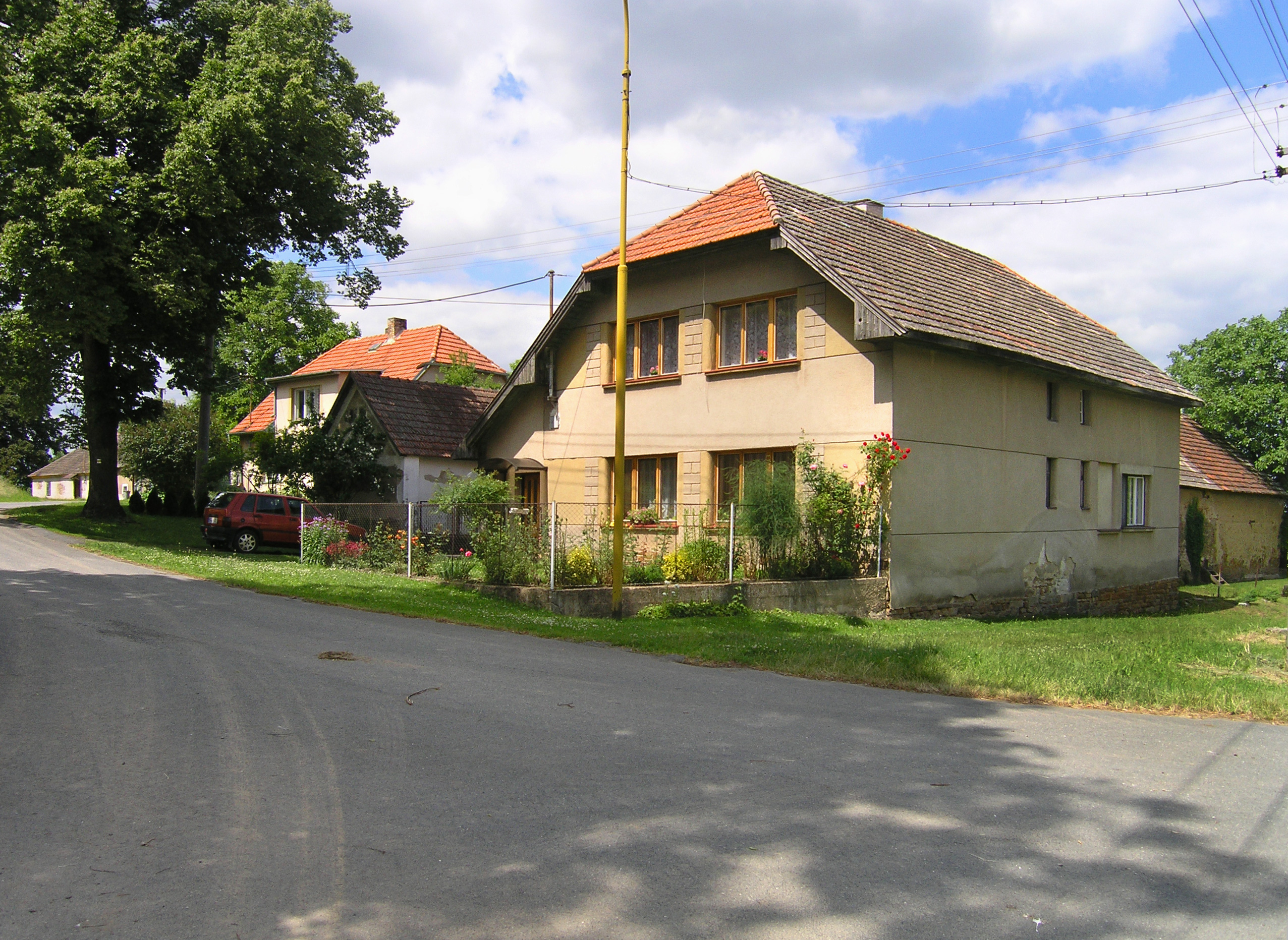
Huizen aan de noordkant (2010)
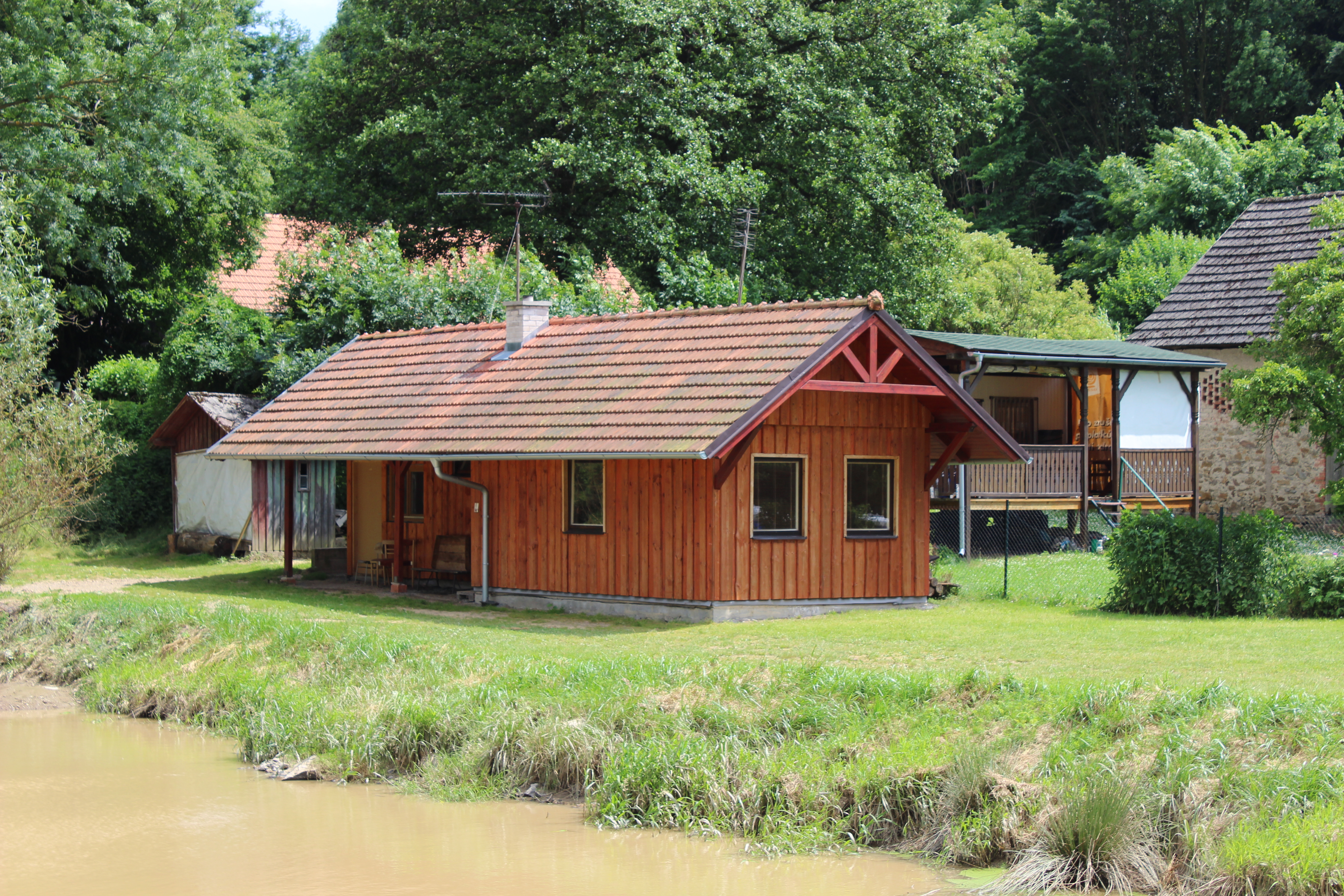
Houten gebouw (2014)
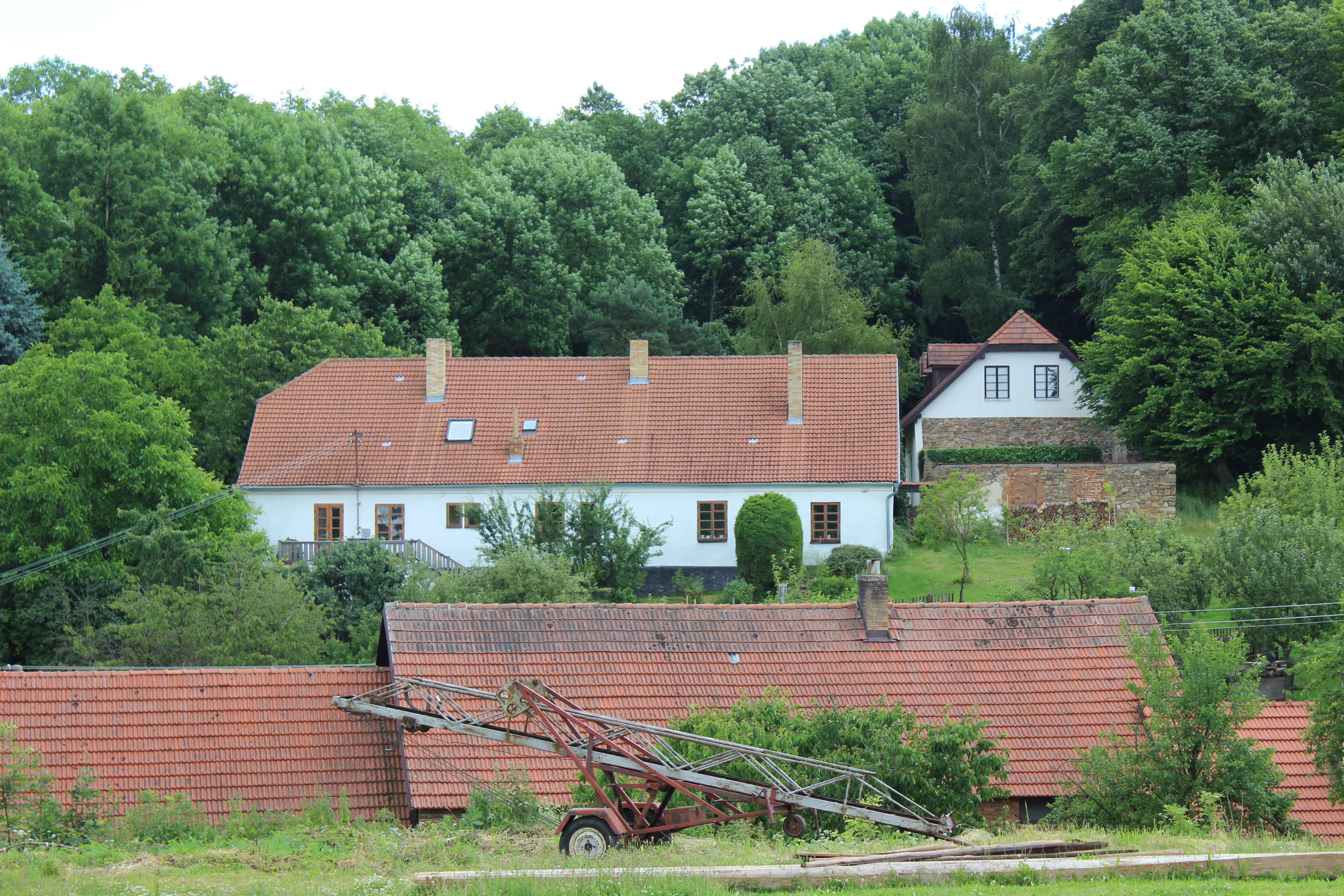
Boerderij in het dorp (2014)
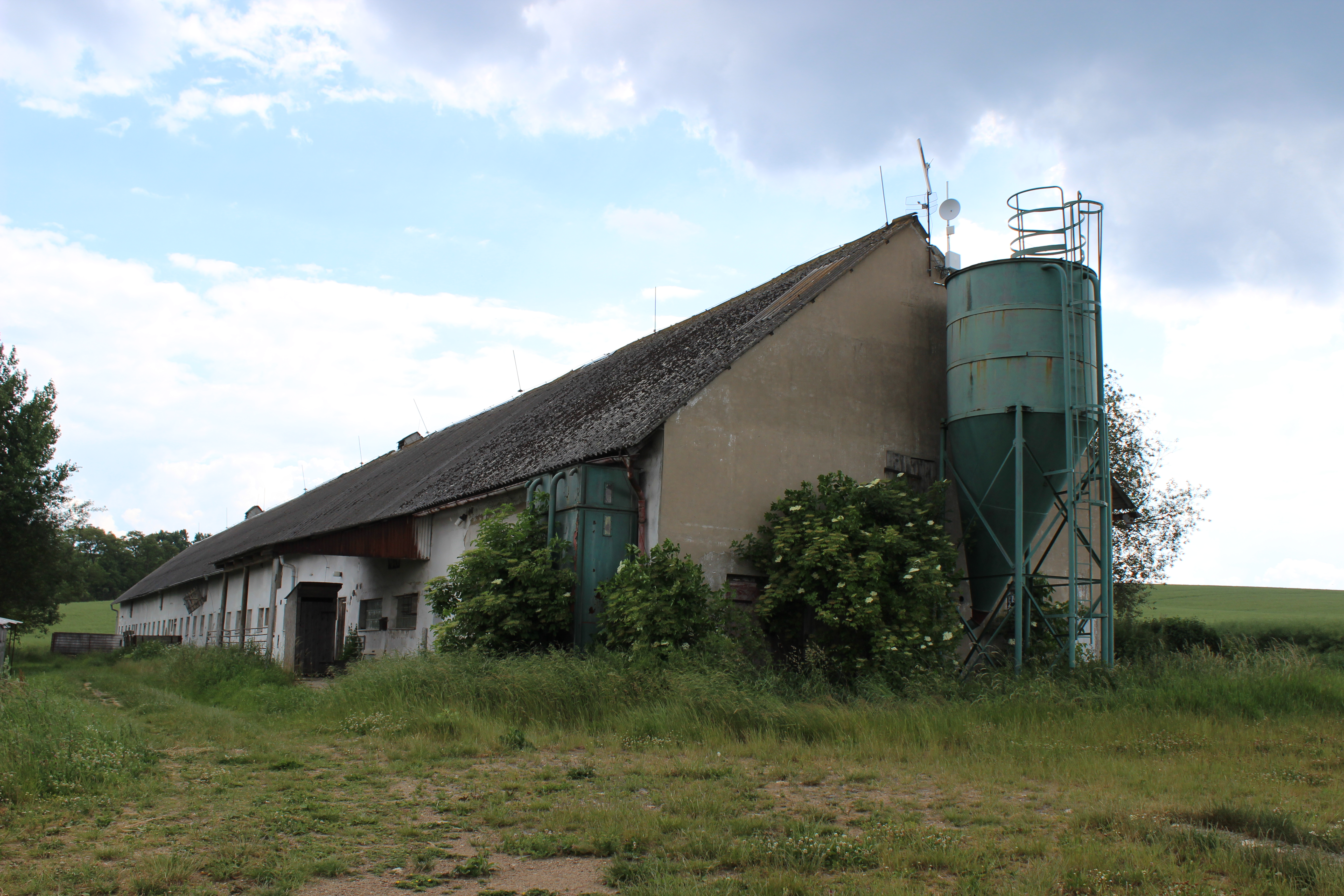
Voormalige herberg (2014)
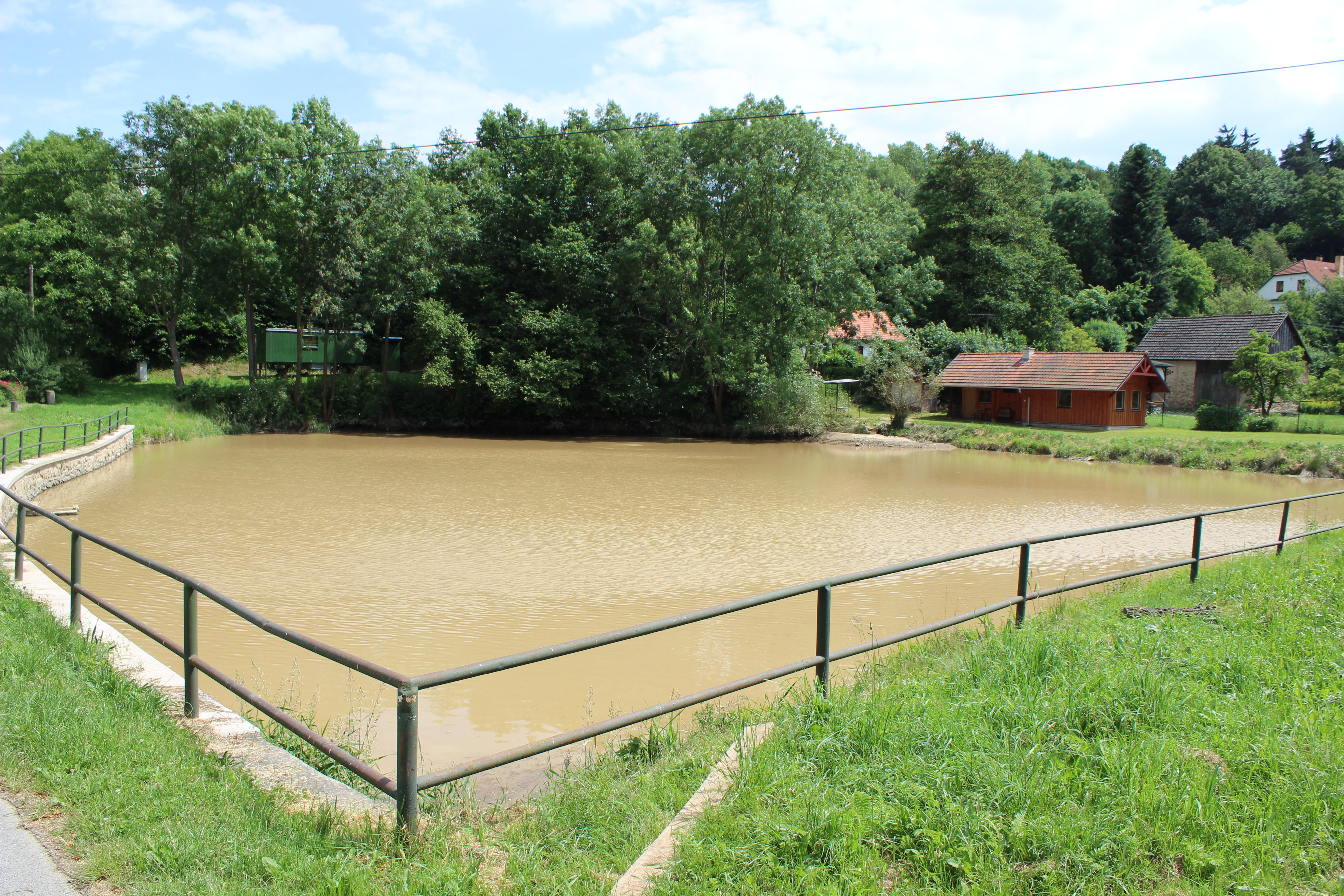
Dorpsvijver (2014)
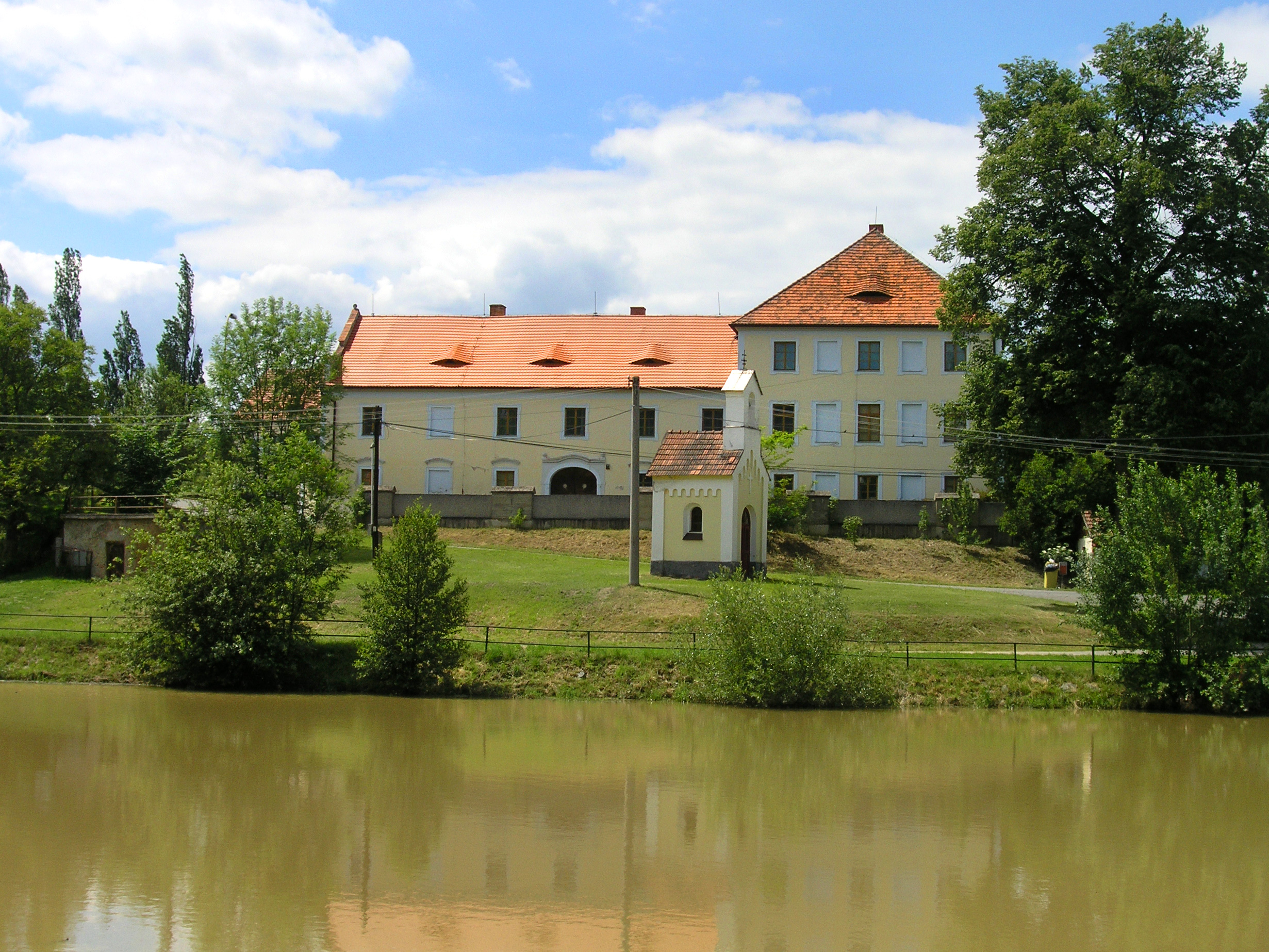
Kasteel (2010)
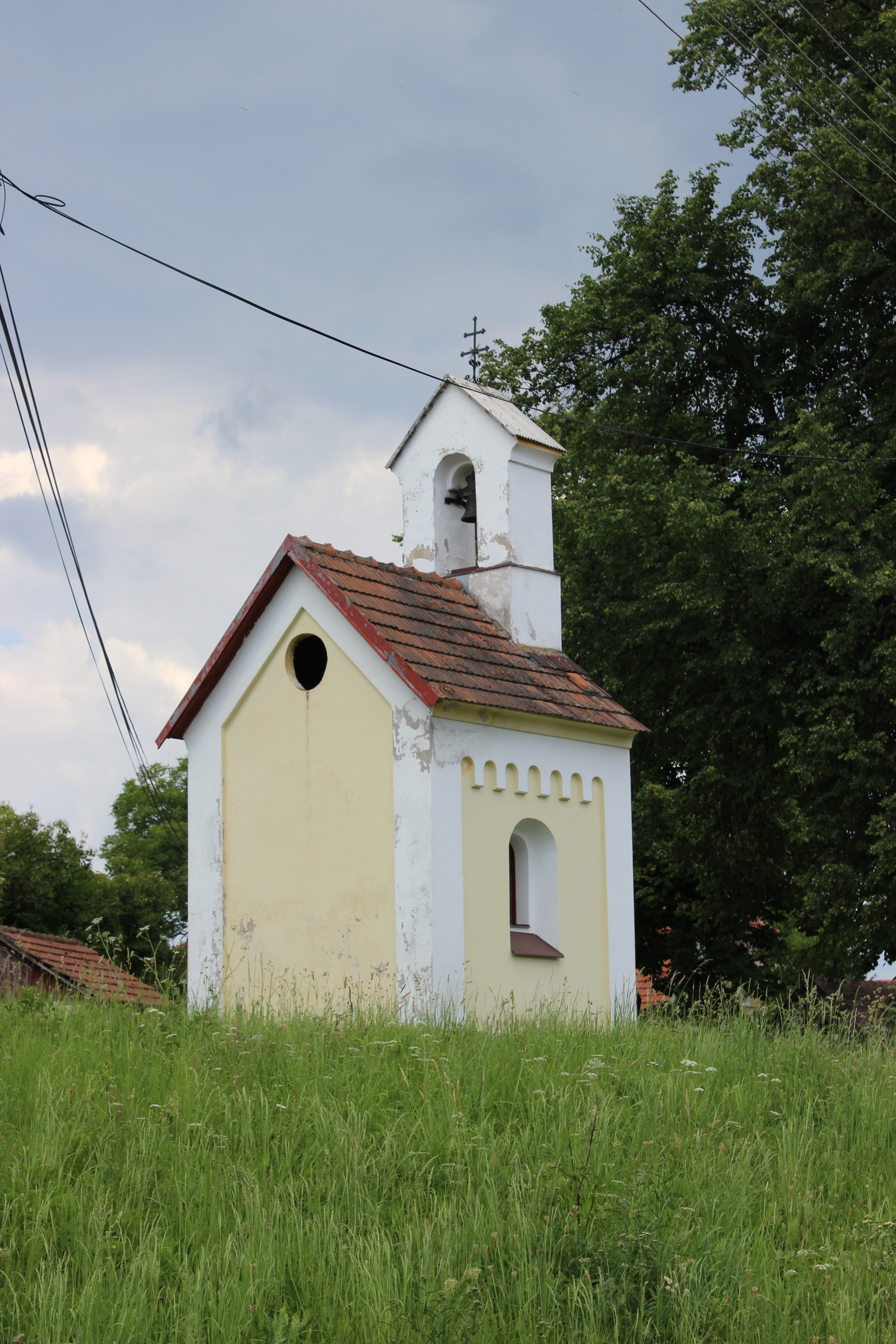
Dorpskapel (2014)